# 逸見祥仙
逸見 祥仙（へんみ しょうせん）は、戦国時代の武将。小弓公方家の重臣。実名は忠次（「清和源氏逸見系図」）。

## 略歴
甲斐武田氏庶流の一族とも、真里谷氏の一族ともいわれるが、詳しい血縁関係などはわかっていない。官途名は左京亮であり、足利義明から山城守の受領名を与えられる。甲斐の武田信虎と足利義明との間を媒介して両者を結びつける。
天文7年（1538年）、第一次国府台合戦において義明と共に出陣して戦闘に参加したが、最後は義明と共に戦死した。